# Österlens GK
Österlens GK är en golfklubb i Vik i Skåne, omkring 10 kilometer norr om Simrishamn.
Klubben bildades 1945 då de första hålen på Lilla Vik byggdes av Rafael Sundblom. 1978 byggdes banan ut med nio hål av Tommy Nordström samtidigt som de tidigare hålen byggdes om. Endast hål 13 och 14 blev kvar av de gamla hålen. I anslutning till Lilla Vik finns även swimmingpool och tennisbana.
Djupadal, som även den byggdes av Tommy Nordström på en gammal fruktodling, stod klar 2001. Banan ligger på ett fyra meter djupt sandskikt på kullarna ovanför Lilla Vik och har karaktären av hedbana.